# 渥美修一郎
渥美 修次郎（あつみ しゅうじろう、1968年2月17日 - ）は、日本の実業家。株式会社アチーブゴールの代表取締役。新経済連盟会員。PEA専務理事。社団法人日本ホテル・レストランサービス技能協会委員。パッションリーダーズ参事。『Triathlon boys』メンバー。早稲田大学大学院スポーツ科学研究科修士。神奈川県横浜市港南区出身。

## 経歴
神奈川県横浜市港南区生まれ。横浜市立日野南中学校、日大藤沢高校を卒業。中高ともに野球部に所属。高校時代は、神奈川県で1試合5本のチームホームラン記録を樹立した。
1986年（昭和61年）4月 日本大学農獣医学部入学。東京新大学野球連盟加盟校の日本大学農獣医学部硬式野球部に所属。東京新大学リーグで首位打者、最多打点、盗塁王、ベストナインを獲得する。
1990年（平成2年）4月、新日本証券（現在のみずほ証券）に入社する。同期1,000人の中で新入社員の総代となり代表の挨拶を行った。新宿支店に配属。以後、日本マクドナルドの元社長・藤田田を担当した。
1990年（平成2年）から1998年（平成10年）の間、神奈川県の社会人野球・横浜金港クラブに所属。レフトで1番打者を務めた。1994年（平成6年）の都市対抗神奈川予選では、10打席8安打と首位打者を獲得。その年の神奈川県野球協会特別賞を受賞した。高校野球OBによるマスターズ甲子園では、母校の日大藤沢高校でエントリーした。
社会人時代に英語力を身につけようとアメリカへ語学留学を経験。期待していた英語力の向上は見られないまま初めての語学留学は終了した。
1998年（平成10年）30歳で結婚。義父の経営する『株式会社リビエラ』を手伝うことに。2000年（平成12年）4月、逗子マリーナの買収やウエディング事業再生などに携わる。2003年（平成15年）4月、常務取締役に就任。2004年（平成16年）4月、年間挙式数・550組、25億円の売上を計上 し、逗子マリーナの再生を果たし、エイベックス・グループ・ホールディングス代表取締役 CEO松浦勝人、代表取締役副社長CSO千葉龍平、株式会社ソニー・ミュージック・レーベルズ代表取締役村松俊亮などと共に、水着で参加できる音楽フェス『ZUSHI FES』を立ち上げた。
2008年（平成20年）40歳のときに家族と107日間かけて世界1周の旅へワールドクルーズをした。リビエラカントリークラブを拠点に世界28カ国を観光しグローバル感覚を吸収。そこでフィリピン人の英語と出会った。彼らの言葉はとても流暢で綺麗な英語だった。さらに意識の高いホスピタリティに感動した。この出会いが起業のきっかけとなった。2009年（平成21年）『株式会社リビエラリゾート・リビエラスポーツクラブ』常務取締役就任。 逗子マリーナマリン事業の2次再生事業を展開。 
2011年（平成23年）6月、株式会社リビエラを退社。同時に『株式会社アチーブゴール』を起業。
フィリピン語学留学ビジネスをスタート。起業時は、まだ日本人のフィリピン語学留学は少なく、フィリピンでの留学事業には大きな可能性があると感じた。元々スポーツや趣味を通して、起業家の友人や先輩が多かった渥美は、自分もいつか、コレ！と思えるものと出会えたら、起業し、自分の道を進んでいきたいと思っていた。楽天の三木谷浩史社長との会談中、フィリピンの語学学校の話を聞いた時、パッと未来が開け事業内容を決めた。2013年（平成25年）4月、フィリピンセブ島に日本人向けのマンツーマンスタイルの語学学校となる「SMEAG校」を韓国人と合弁で開校。
2015年（平成27年）3月、フィリピン人英語講師の派遣事業を開始する。50名の講師を日本の企業や大学へ派遣開始。2016年（平成28年）7月、RIZAPグループと合弁でRIZAP ENGLISHを立ち上げ国内英会話事業に参入。2016年（平成28年）10月、カナダ・バンクーバー (ブリティッシュコロンビア州)に語学学校CCEL・専門学校CCを、株式会社H.I.Sと共にM&Aを行い運営する。
2017年（平成29年）5月 オーストラリア・メルボルンに語学学校SMEAG校開校。2019年（平成31年）4月、山梨県河口湖にアチーブイングリッシュキャンプを東洋大学・TUGSと業務提携の上、開校。国内留学として小・中・高校生団体英会話・英検合格合宿をはじめビジネスマン向け週末合宿も開校している。
2020年（令和2年）早稲田大学大学院スポーツ科学研究科修士となる。修士論文『野球少年を対象とした英語による野球教室、動画を用いた英語教育ビジネスの可能性』。2021年（令和3年）神奈川県代表選手としてマスターズ甲子園に出場。念願の甲子園球場の土を踏んだ。

## 人物
- 身長181センチ、スポーツマン[1]。
- インタビュー取材で尊敬する人は楽天の創業者・三木谷浩史社長と、日本マクドナルドの創業者・藤田田と、リビエラの創業者・渡辺昇をあげる。仕事に対する情熱や先の先の先まで考えている先見性、おごることがない人柄をあげて自分も三木谷社長のような人格者になりたいと理由をあげる[9]。
- 経営において最も大切にしていることは「優秀な人材の雇用」。少数故、如何に「時間的」「効率的」「スピード」を重視して経営出来るかがポイント。いつも倒産のリスクを考えている。有事の際にこの部門の売上は０になるかもしれないが、隣の部門でカバーできるなど有事に備えて新規事業を立ちあげていくことにも注力している[9]。
- プライベートでは、野球やトライアスロンなどのスポーツでも活躍をしている。トライアスロンは、株式会社ローソン代表取締役社長、玉塚元一や、セイノーホールディングスの代表取締役社長、田口義隆に誘われ、2010年（平成22年）からはじめた[14]。『Triathlon boys』のチームに参加。2014年（平成26年）8月にアイアンマン（北海道洞爺湖で開催）挑戦。初出場で16時間で初完走する[7]。
- 起業に年齢は関係ないと考える。「企業をするのは年齢じゃない、何歳だろうが起業したいと思ったときに起業すればいい」「私は40代で起業しました。20代じゃなくても起業も成功もできる」と語っている[15]。

## メディア出演
- JAPAN MOVE UP supported by TOKYO HEADLINE（TOKYO FM）
- ベンチャー魂（YouTube番組）